# Bobaia (Hunyad megye)
Bobaia falu Romániában, Erdélyben, Hunyad megyében.

## Fekvése
Bosoród mellett fekvő település.

## Története
Bobája korábban Bosoród része volt. 1956-ban vált önálló településsé 235 lakossal.
1966-ban 184, 1977-ben 189, 1992-ben 165, a 2002-es népszámláláskor 153 lakosa volt.